# カーリー・マカラク
カーリー・マカラク（Kaarle McCulloch、1988年1月20日 - ）は、オーストラリア、ニューサウスウェールズ州・キャンベルタウン出身の女子自転車競技（トラックレース）選手。

## 経歴
2006年
- 国内選手権・ジュニア部門　500mタイムトライアルと個人スプリントで優勝。
- ジュニア世界選手権自転車競技大会　ケイリン3位

2007年
- オセアニア自転車競技選手権　
  - ケイリン、チームスプリント（ケリー・メアーズとのコンビ）、500mタイムトライアルの3種目制覇。

2008年
- 国内選手権
  - ケイリン、個人スプリント、500mタイムトライアルの3種目制覇。

2009年
- 世界選手権・チームスプリント 優勝（アンナ・メアーズとのコンビ）
- UCIトラックワールドカップ2008-2009　コペンハーゲン（バレルプ）大会・チームスプリント 優勝（アンナ・メアーズとのコンビ）

2010年
- 世界選手権・チームスプリント 2連覇（アンナ・メアーズとのコンビ）。予選及び決勝いずれも世界記録を樹立。
- 国内選手権
  - ケイリン、個人スプリント、500mタイムトライアル、チームスプリント（マディソン・ローとのコンビ）、計4種目制覇。
- コモンウェルスゲームズ　チームスプリント優勝（アンナ・メアーズとのコンビ）。

2011年
- UCIトラックワールドカップ2010-2011
  - マンチェスター - チームスプリント 優勝
- 世界選手権・チームスプリント 3連覇（アンナ・メアーズとのコンビ）。
- UCIトラックワールドカップ2011-2012
  - アスタナ - チームスプリント 優勝

2012年
- 世界選手権
  - アンナ・メアーズとのコンビで4連覇を狙ったチームスプリントは2位。
- ロンドン五輪・チームスプリント 3位
- 12月18日、競輪短期登録選手免許を取得。2013年3月よりガールズケイリンに出場した[1]。

2013年
- UCIトラックワールドカップ2012-2013・アグアスカリエンテス チームスプリント 優勝
- 3月、ガールズケイリンにペイジ・パターソンとともに参加。9戦6勝、優勝1回の成績を収めた。

2019年
- UCIトラックサイクリングワールドチャンピオンシップス2019
  - ケイリン 2位